# Оберэрбах (Вестервальд)
Оберэрбах (нем. Obererbach) — община в Германии, в земле Рейнланд-Пфальц.
Входит в состав района Альтенкирхен-Вестервальд. Подчиняется управлению Альтенкирхен. Население составляет 569 человек (на 31 декабря 2010 года). Занимает площадь 3,63 км².